# Кисілевська-Косик Олександра Костянтинівна
Кисілевська-Косик Олександра Костянтинівна (нар. 9 вересня 1928, Станиславів) — літературознавець, автор підручників із методики викладання української літератури. У першому шлюбі — Кисілевська-Ткач.

## З біографії
Народилася 9 вересня 1928 р. у м. Станиславові (нині Івано-Франківськ). Тут розпочала навчання, потім продовжила у Львові, а закінчила в Байройті (Німеччина), куди родина прибула наприкінці війни. Вивчала філологію в Ерлянгенському університеті. Здобула магістерський ступінь з української літератури в Українському вільному університеті (1976), 1986 року захистила габілітаційну працю з методики викладання української літератури, стала професором УВУ.
1949 р. емігрувала до США, працювала вчителькою у школах українознавства у Ньюарку. З 1988 року — директор Педагогічного інституту УВУ, в якому підвищують кваліфікацію вчителі. 2001 року нагороджена Золотою медаллю з нагоди 80-річчя заснування УВУ в Мюнхені. Член-кореспондент Наукового товариства імені Тараса Шевченка, УВАН.

## Творчість
Автор підручників і посібників «Українська література у старших класах середньої школи» (2003), «Українська література у вищих клясах шкіл українознавства», «Нарису з методики навчання української літератури» (1983) та ін.